# Temporada 1954 del Campeonato de Europa de Rally
La temporada 1954 fue la edición 2º del Campeonato de Europa de Rally. Comenzó el 18 de enero con el Rally de Montecarlo y finalizó el 6 de noviembre en el Rallye International de Geneve.

## Calendario
| N.º | Fecha                 | Rally                                   |
| --- | --------------------- | --------------------------------------- |
| 1   | 18-25 de enero        | 24. Rallye Automobile de Monte-Carlo    |
| 2   | 21-25 de febrero      | 5. Rallye Automobilistico del Sestriere |
| 3   | 9-13 de marzo         | 4. RAC British International Rally      |
| 4   | 25 de abril-1 de mayo | 6. Internationale Tulpenrallye          |
| 5   | 12-16 de mayo         | 16. Rallye Wiesbaden                    |
| 6   | 16-20 de junio        | 5. Svenska Rallyt till Midnattssolen    |
| 7   | 10-16 de julio        | 17. Rallye International des Alpes      |
| 8   | 18-22 de agosto       | 13. Liège-Rome-Liège                    |
| 9   | 11-13 de septiembre   | 4. Viking Rally                         |
| 10  | 3-6 de noviembre      | 24. Rallye International de Geneve      |

## Resultados

### Campeonato de pilotos
| Pos. | Piloto          | MON | SWS | MON | TUP | WIE | MON | ALP | LIE | VIK | LIS | Puntos |
| ---- | --------------- | --- | --- | --- | --- | --- | --- | --- | --- | --- | --- | ------ |
| 1    | Walter Schlüter | 222 |     | 13  | 15  |     |     |     |     | 9   | 2   | ?      |
| 2    | Heinz Meier     | 11  |     |     |     | 4   | 8   | 8   |     |     | 7   | 31.0   |
| 2    | Gustav Menz     |     |     |     | 3   | 1   |     |     |     |     | 8   | 31.0   |